# Thriniulus schachti
Thriniulus schachti är en mångfotingart som beskrevs av Chamberlin 1941. Thriniulus schachti ingår i släktet Thriniulus och familjen Parajulidae. Inga underarter finns listade i Catalogue of Life.